# Reiner Benecke
Reiner Fritz Benecke (* 27. August 1949 in Cuxhaven; † 8. August 2017) war ein deutscher Neurologe.

## Leben
Reiner Benecke studierte von 1968 bis 1974 Medizin an der Universität Göttingen. 1974 wurde er mit der Arbeit Untersuchungen zur Wechselwirkung von Encephabol® und Äthanol an einer zentralen, cholinergen Synapse promoviert.
Nach der Promotion war Benecke Assistent am Göttinger Institut für Physiologie. 1976 ging er als Assistent an die Universitätsklinik für Neurologie. Ab 1979 war er Oberarzt. 1983 habilitierte er sich in Göttingen für Neurologie mit der Schrift Zur klinischen Bewertung der Spastizität. Neue methodische Aspekter zu ihrer qualitativen Analyse. Im darauffolgenden Jahr wurde er zum Professor für Neurologie. Von 1988 bis 1995 hatte er eine Neurologie-Professur an der Universität Düsseldorf inne. Benecke wechselte 1995 als ordentlicher Professor an die  Universität Rostock, wo er geschäftsführender Direktor des Zentrums für Nervenheilkunde und im nächsten Jahr Mitglied des Fakultätsrates wurde. Von 1997 bis 2000 fungierte er daneben als stellvertretender ärztlicher Direktor der Universitätsklinik und gehörte von 2000 bis 2004 dem Universitätssenat an. 2015 wurde er emeritiert. Sein Nachfolger als Direktor der Klinik und Poliklinik für Neurologie wurde Alexander Storch.